# 河原田巌
河原田 巌（巖、かわらだ いわお、1898年（明治31年）2月28日 - 1951年（昭和26年）2月28日）は、大正から昭和期の実業家、漁業家、政治家。衆議院議員。

## 経歴
茨城県東茨城郡吉田村吉沢（現水戸市堀町 ）で、河原田太三郎の三男として生まれる。東京世田谷自動車学校を卒業した。
福島自動車学校教授を経て、東洋自動車学校を設立して校長兼教員となる。1940年（昭和15年）自動車学校を廃校し貨物自動車運送業を営む。1944年（昭和19年）茨城県北部貨物自動車運送、茨城県南部自動車運送の各取締役社長に就任。1945年（昭和20年）平潟町定置網漁業の網元となる。1946年（昭和21年）茨城水産工業取締役社長に就任。その他、茨城県自動車貨物運送業組合理事、東亜製綿工業社長なども務めた。
政界では、1937年（昭和12年）水戸市会議員に選出され1939年（昭和14年）まで在任。同年9月、茨城県会議員に当選し、1946年（昭和21年）まで2期在任した。
1942年（昭和17年）4月の第21回衆議院議員総選挙に茨城県第1区から立候補したが落選。1946年（昭和21年）4月の第22回総選挙に茨城県全県区から日本自由党公認で出馬して当選し、衆議院議員に1期在任した。その後、1947年（昭和22年）4月の第23回総選挙に茨城県第1区から日本自由党公認で立候補したが落選した